# Frank Leo
Frank Leo (ur. 30 czerwca 1971 w Montrealu) – kanadyjski duchowny katolicki, biskup pomocniczy Montrealu w latach 2022–2023, arcybiskup metropolita Toronto od 2023, kardynał od 2024. 

## Życiorys

### Prezbiterat
Święcenia kapłańskie przyjął 14 grudnia 1996 i został inkardynowany do archidiecezji Montrealu. W 2006 rozpoczął przygotowanie do służby dyplomatycznej na Papieskiej Akademii Kościelnej. W 2008 rozpoczął pracę w nuncjaturze apostolskiej w Australii. Następnie był pracownikiem misji dyplomatycznej w Hongkongu (2011–2012). W 2012 powrócił do Kanady i został wykładowcą w montrealskim seminarium. W 2013 założył Kanadyjskie Centrum Mariologiczne i został jego pierwszym dyrektorem. W latach 2015–2021 był sekretarzem generalnym kanadyjskiej Konferencji Episkopatu, a w kolejnych latach pełnił funkcje kanclerza kurii i wikariusza generalnego archidiecezji.

### Episkopat
16 lipca 2022 papież Franciszek mianował go biskupem pomocniczym archidiecezji Montrealu oraz biskupem tytularnym Tamada. Sakry udzielił mu 12 września 2022 arcybiskup Christian Lépine.
11 lutego 2023 papież Franciszek przeniósł go na urząd arcybiskupa metropolity Toronto.
Ingres do archikatedry w Toronto odbył 25 marca 2023.
6 października 2024 podczas modlitwy Anioł Pański papież Franciszek ogłosił jego nominację kardynalską. Na konsystorzu 7 grudnia 2024 został kreowany kardynałem prezbiterem kościoła Matki Bożej Uzdrowienia Chorych na Primavalle. Brał udział w konklawe 2025, które wybrało papieża Leona XIV.